# Fermín Apalategi
Fermin Apalategi nacido en Ataun (Guipúzcoa, España) en el año 1915. Fue un ciclista español, profesional entre los años 1930 y 1936, durante los que consiguió 6 victorias. 
Su victoria más destacada en el Campeonato de España de Ciclocrós en 1935. 

## Palmarés
1934
- Azpeitia
- Lazkao

1935
- Beasáin
- Circuito de Abanto y Cierbana
- Vuelta a Tafalla
- Campeonato de España de Ciclocrós

## Equipos
- Villafranca U. C. (1930)
- Umore Ona-Orbea (1935-1936)